# Botarell
Botarell ist eine Gemeinde im Süden Kataloniens mit 1.174 Einwohnern (Stand: 2024) und liegt in der Provinz Tarragona und der Comarca Baix Camp. Neben dem Hauptort Botarell besteht die Gemeinde aus der Ortschaft Les Costes. 

## Lage
Botarell liegt etwa 19 Kilometer westnordwestlich vom Stadtzentrum von Tarragona in einer Höhe von ca. 195 m.

## Bevölkerungsentwicklung
| Jahr      | 1970 | 1981 | 1991 | 2001 | 2011 | 2021 |
| Einwohner | 380  | 411  | 461  | 695  | 1109 | 1094 |

## Sehenswürdigkeiten
- Reste des alten Verteidigungsturms
- Laurentiuskirche

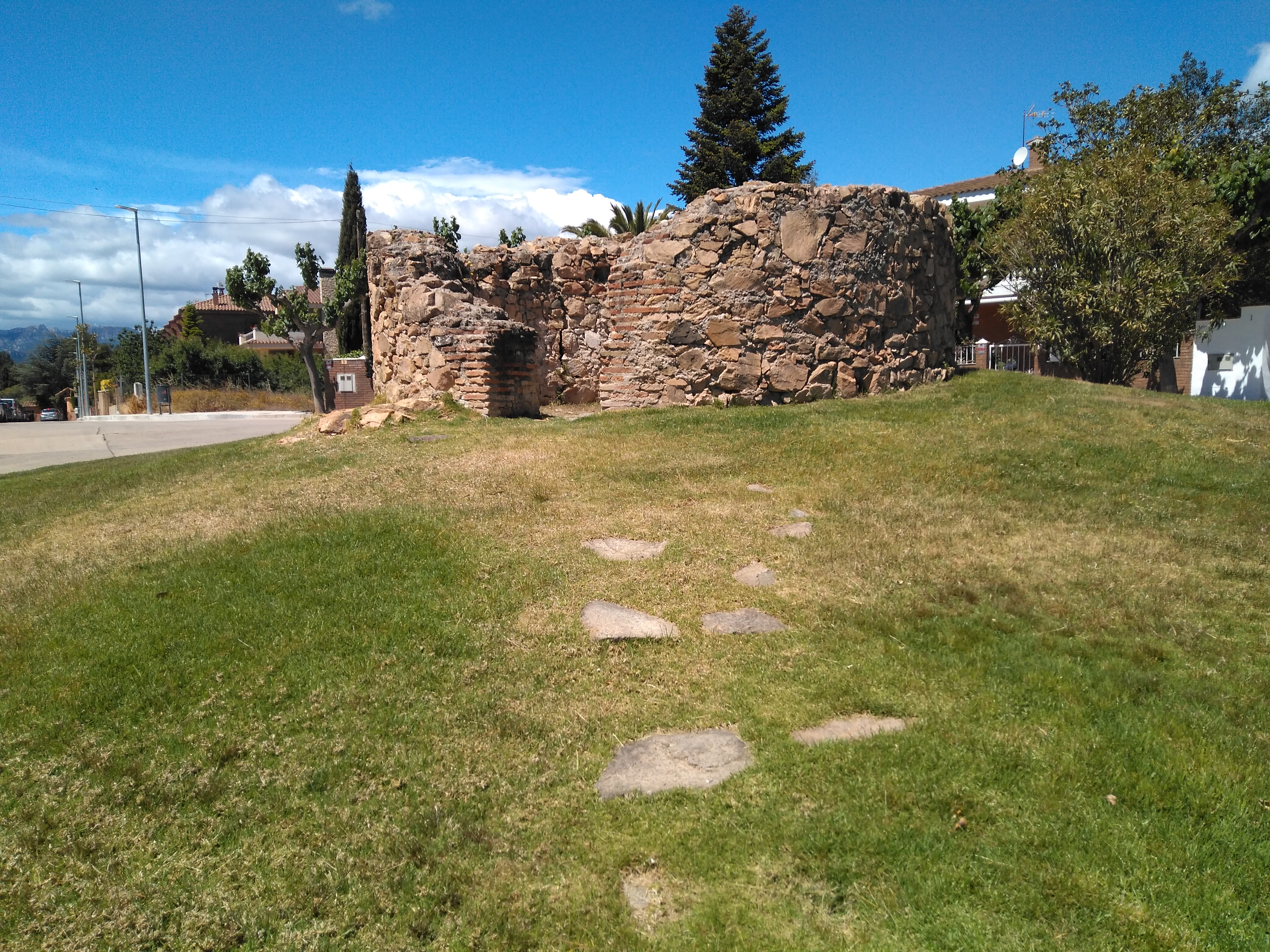
Ruine des Verteidigungsturms
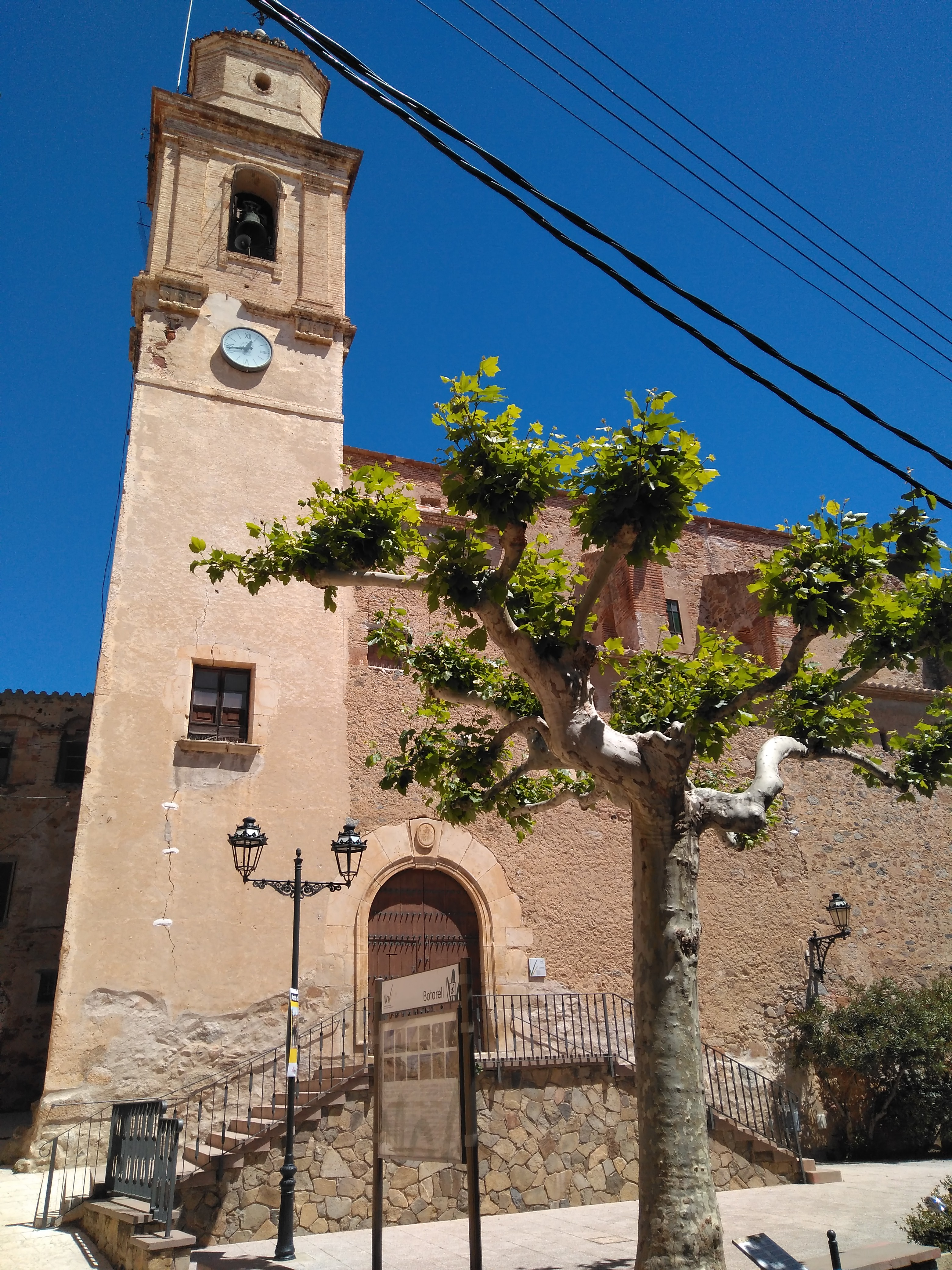
Laurentiuskirche
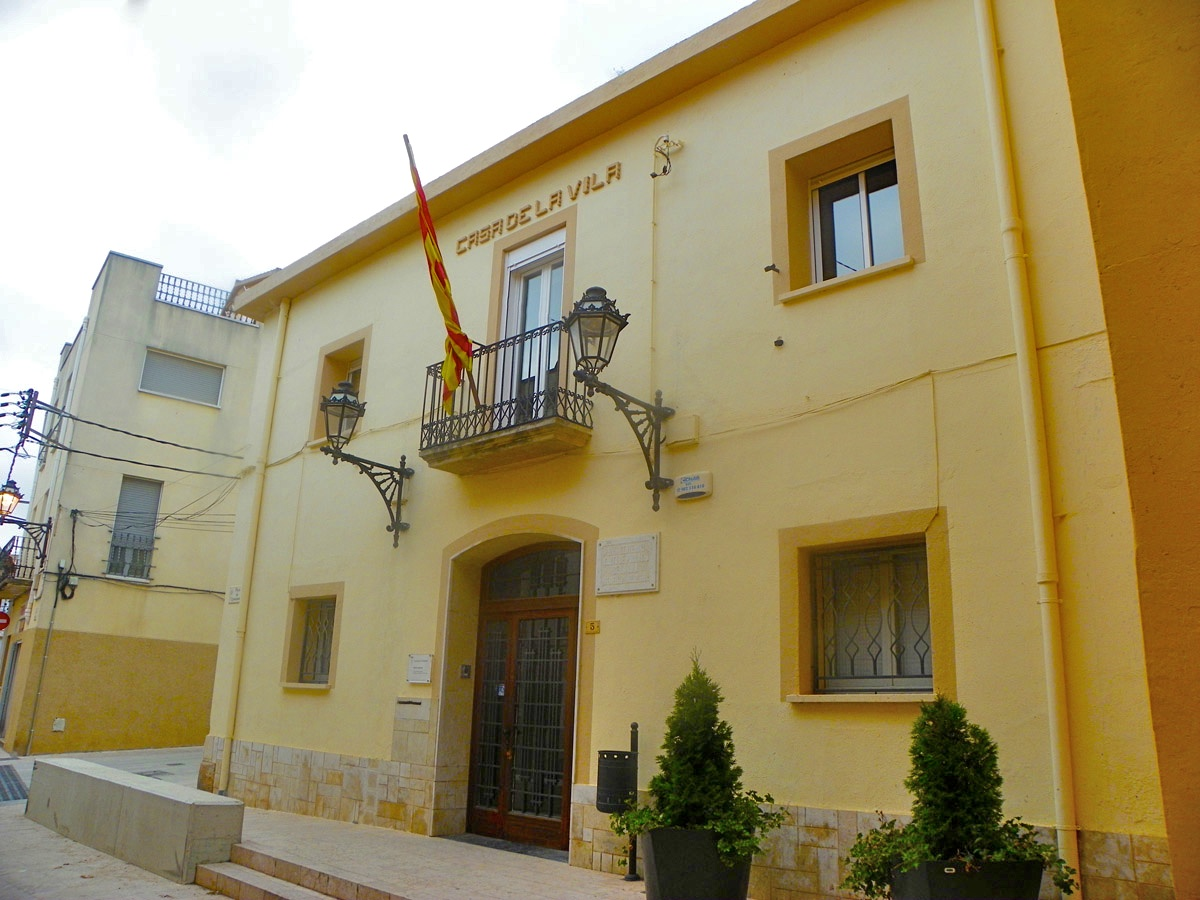
Rathaus